# 30 Park Place
30 Park Place (także Four Seasons Hotel New York Downtown) – wieżowiec w Tribeca na Manhattanie w Nowym Jorku o wysokości 285 m i liczący 82 piętra. 
30 Park Place jest jednym z najwyższych budynków na Dolnym Manhattanie. Ostatnie piętra to „Prywatne rezydencje Four Seasons” składające się ze 157 apartamentów. Poniżej rezydencji znajduje się hotel Four Seasons otwarty we wrześniu 2016. Hotel składa się ze 189 pokoi, 25-metrowego basenu sportowego, spa z siedmioma gabinetami zabiegowymi i całodobowej siłowni. Tuż obok holu znajduje się restauracja szefa kuchni Wolfganga Pucka.